# Station Loures - Barbazan
Station Loures - Barbazan is een spoorwegstation in de Franse gemeente Loures-Barousse.